# Carondelet
Carondelet è un quartiere residenziale situato a sud del centro cittadino di Saint-Louis, nello stato americano del Missouri.

## Storia
Fu fondato nel 1767 da Clément Delor de Treget; prese il nome di Carondelet nel 1796 in onore del barone François Louis Hector de Carondelet, governatore della Louisiana.
Fu incorporato come città indipendente a Saint-Louis nel 1851 e nel 1870 fu annesso alla città.